# Pitkäjärvi (sjö i Finland, Egentliga Tavastland)
Pitkäjärvi är en sjö i Finland. Den ligger i kommunen Tavastehus i landskapet Egentliga Tavastland, i den södra delen av landet, 90 km nordväst om huvudstaden Helsingfors. Pitkäjärvi ligger 146 meter över havet. Arean är 36 hektar och strandlinjen är 3,76 kilometer lång. Sjön  ingår i Kumo älvs huvudavrinningsområde.   I omgivningarna runt Pitkäjärvi växer i huvudsak blandskog.